# Сеульский национальный столичный регион
Сеульский Национальный Столичный Регион (СНСР) или Сеульский Столичный Регион (ССР) — регион расположенный на северо-западе Южной Кореи. В Корее его называет Судоквон [sudok͈wʌn], и состоит из трех административных районов; Сеул, Инчхон и Кёнгидо.
Население Сеульского Столичного Региона составляет 25,6 млн человек (по данным 2012 года) и считается четвёртой по величине агломерацией в мире. Регион формирует культурный, коммерческий, финансовый, промышленный и жилой центр Южной Кореи. Крупнейший город Сеул, с населением примерно в 10.49 млн. человек, за которым Инчхон, с 2,8 млн. населения.

## География и климат
Столичный регион занимает обширную площадь относительно плоской земли вокруг долины реки Ханган. Он содержит некоторые из наиболее плодородных земель на Корейском полуострове, хотя в настоящее время ее не используют для сельского хозяйства. Равнины Кимпхо, одна из больших просторах страны уровня пахотных земель, которая охватывает большую часть территории городов Кимпхо и Пучхон.

## История

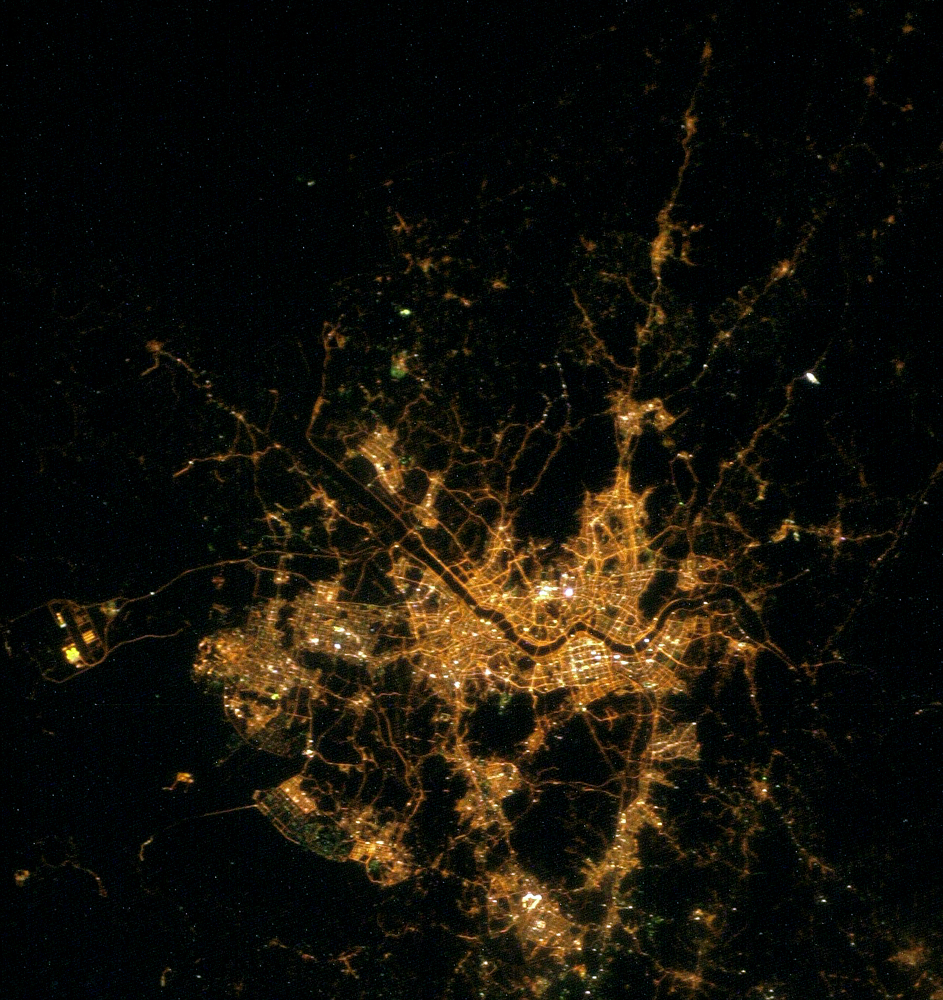
Спутниковое изображение Сеула

Столичный Регион был местом размещения корейских столичных городов около 2000 лет. Его центральное расположение и относительно пологий ландшафт играли важную роль в делах страны.
Первая столица построенная в регионе была столицей Пэкче, одной из трёх королевств Кореи. Первая столица страны была построена в 19 г. до н.э. и была названа Виресон. Она, как полагают, была построена рядом с современной границей Сеула и города Кванджу. Однако, Пэкче не смог удержать эту территорию, управление городом вскоре перешло от Пэкче к Когурё в V веке, а затем к Силла в VI веке.
После падения Силлы, первый ван, основатель государства Корё, Ван Гон основал столицу своего царства в Кэсоне, в настоящее время к северу от демилитаризованной зоны. Во время монгольского вторжения в Корею в XIII веке местопребывание правительства кратко сместился в остров Канхвадо, в настоящее время к югу от ДМЗ в столичном городе Инчхон, где отбивались от монгольского военно-морского нападения около десяти лет.
После падения Корё в 1394 году, столица перешла в Сеул (Хансон, позднее Ханян), оставаясь в рамках одного региона. Во время правления новой династии Чосон, были построены обширные системы дорог, административные здания, королевские дворцы, и новые порты. Столица в период насильственной оккупации Японией в 1910 году, был переименован в Кэйдзё и служил столицей колониальной Кореи. После капитуляции Японской империи в 1945 году, бывшая колониальная столица Сеул был переименован и стал столицей Южной Кореи.
Во время Корейской войны (1950-1953), в столичный регион оказался в центре сражения. В сражение особенно пострадал Сеул, так как он дважды переходил в руки северокорейских и китайских войск (в июне—сентябре 1950 и январе—марте 1951 годов). В результате боевых действий город был сильно разрушен. По крайней мере 191 000 построек, 55 000 жилых домов и 1000 предприятий лежало в руинах. Вдобавок, поток беженцев заполнил город, увеличив численность населения до 2,5 миллионов, большей частью бездомных.
После войны Сеул был быстро восстановлен и снова стал политическим и экономическим центром страны. Сегодня население города — это четверть населения Южной Кореи, Сеул занимает седьмое место среди городов мира по количеству штаб-квартир корпораций, входящих в список пятисот крупнейших транснациональных корпораций по версии журнала Fortune.

## Демография
Охватывает лишь около 12% территории страны, Сеульский Столичный Регион является домом для более чем 48,2% населения страны, и является третьим по величине городской агломерации в мире.Этот процент неуклонно растет, начиная с середины 20-го века, и эта тенденция будет продолжаться. В настоящее время более половины людей, которые переезжают из одного региона в другой переходят на столичном регионе.
К 2020 году прогнозируется, что более 52% населения Южной Кореи будет жить в области, или 25520000 человек.

## Внутреннее деление
Сеульский Столичный Регион подразделен на специальный город Сеул, столичный город Инчхон, и провинцию Кёнгидо.
Сеул разделен на 25 ку (구 — муниципальный округ, имеющий статус самоуправления), Инчхон поделен на 8 районов («ку») и 2 уезда («кун»), а Кёнгидо поделена на 27 городов («си») и 4 уезда («кун»).

### Сеул
25 районов Сеула.

| - Йондынпхо (영등포구; 永登浦區) - Йонсан (용산구; 龍山區) - Каннам (강남구; 江南區) - Кандон (강동구; 江東區) - Канбук (강북구; 江北區) - Кансо (강서구; 江西區) - Кванак (관악구; 冠岳區) - Кванджин (광진구; 廣津區) - Куро (구로구; 九老區) | - Кымчхон (금천구; 衿川區) - Новон (노원구; 蘆原區) - Тобон (도봉구; 道峰區) - Тондэмун (동대문구; 東大門區) - Тонджак (동작구; 銅雀區) - Мапхо (마포구; 麻浦區) - Содэмун (서대문구; 西大門區) - Сочхо (서초구; 瑞草區) | - Сондон (성동구; 城東區) - Сонбук (성북구; 城北區) - Сонпха (송파구; 松坡區) - Чонно (종로구; 鍾路區) - Чунку (중구; 中區) - Чуннан (중랑구; 中浪區) - Ынпхён (은평구; 恩平區) - Янчхон (양천구; 陽川區) |

### Инчхон
8 районов («ку») и 2 уезда («кун») города Инчхон.

| - Пупхён (부평구; 富平區) - Тонку (동구; 東區) - Кэянгу (계양구; 桂陽區) - Чунку (중구; 中區) | - Намку (남구; 南區) - Намдон (남동구; 南洞區) - Соку (서구; 西區) - Йонсу (연수구; 延壽區) | - уезд Канхвагун (강화군; 江華郡) - уезд Онджингун (옹진군; 甕津郡) |

### Кёнгидо
27 городов («си») и 4 уезда («кун») провинции Кёнгидо. Ниже приведены семь из крупнейших городов, содержащие несколько административных районов, отсортированные по численности населения:

| 4 района Сувон (수원; 水原). - Пхальдаль (팔달구; 八達區) - Йонтхон (영통구; 霊通區) - Чанъан (장안구; 長安區) - Хвасо (권선구; 勸善區) 3 района Йонъин (용인; 龍仁). - Чхоин (처인구; 處仁區) - Кихын (기흥구; 器興區) - Суджи (수지구; 水枝區) | 3 района Соннам (성남; 城南). - Пундан (분당구; 盆唐區) - Чунвон (중원구; 中原區) - Суджон (수정구; 壽井區) 3 района Пучхон (부천; 富川). - Оджон (오정구; 梧亭區) - Вонми (원미구; 遠美區) - Соса (소사구; 素砂區) | 3 района Коян (고양; 高陽). - Тогян (덕양구; 德陽區) - Ильсан-Донгу (일산동구; 一山東區) - Ильсан-Соку (일산서구; 一山西區) 2 района Ансан (안산; 安山). - Танвон (단원구; 檀園區) - Саннок (상록구; 常綠區) |

2 района Анян (안양; 安養).
- Тонан (동안구; 東安區)
- Маан (만안구; 萬安區)

| - Ансон (안성; 安城) - Тондучхон (동두천; 東豆川) - Кимпхо (김포; 金浦) - Коян (고양; 高陽) - Кунпхо (군포; 軍浦) - Кури (구리; 九里) - Квачхон (과천; 果川) | - Кванджу (광주; 廣州) - Кванмён (광명; 光明) - Ханнам (하남; 河南) - Хвасон (화성; 華城) - Ичхон (이천; 利川) - Намъянджу (남양주; 南楊州) - Осан (오산; 烏山) | - Пхаджу (파주; 坡州) - Пхочхон (포천; 抱川) - Пхёнтхэк (평택; 平澤) - Сихын (시흥; 始興) - Ыйджонбу (의정부; 議政府) - Ыйван (의왕; 儀旺) - Янджу (양주; 楊州) - Йоджу (여주; 驪州) | - уезд Капхён (가평군; 加平郡) - уезд Янпхён (양평군; 揚平郡) - уезд Йончхон (연천군; 漣川郡) |

## Галерея

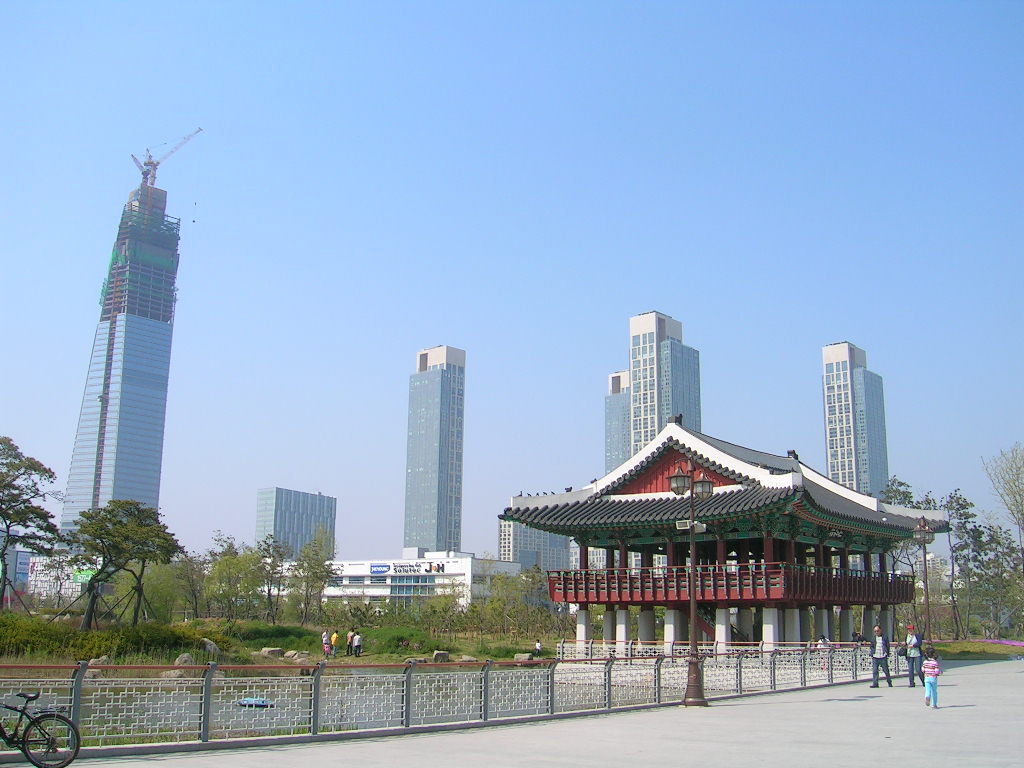
Инчхон
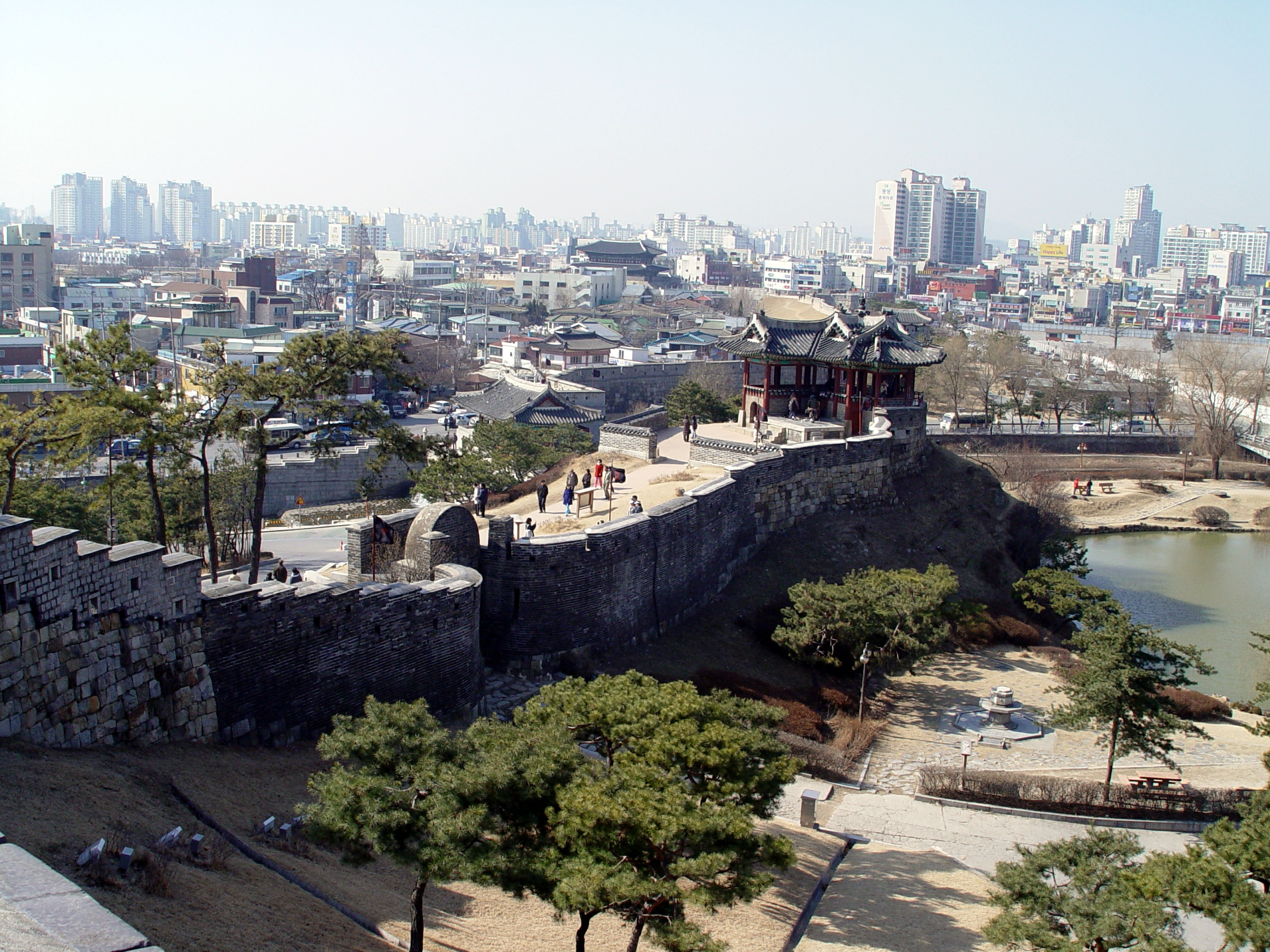
Сувон
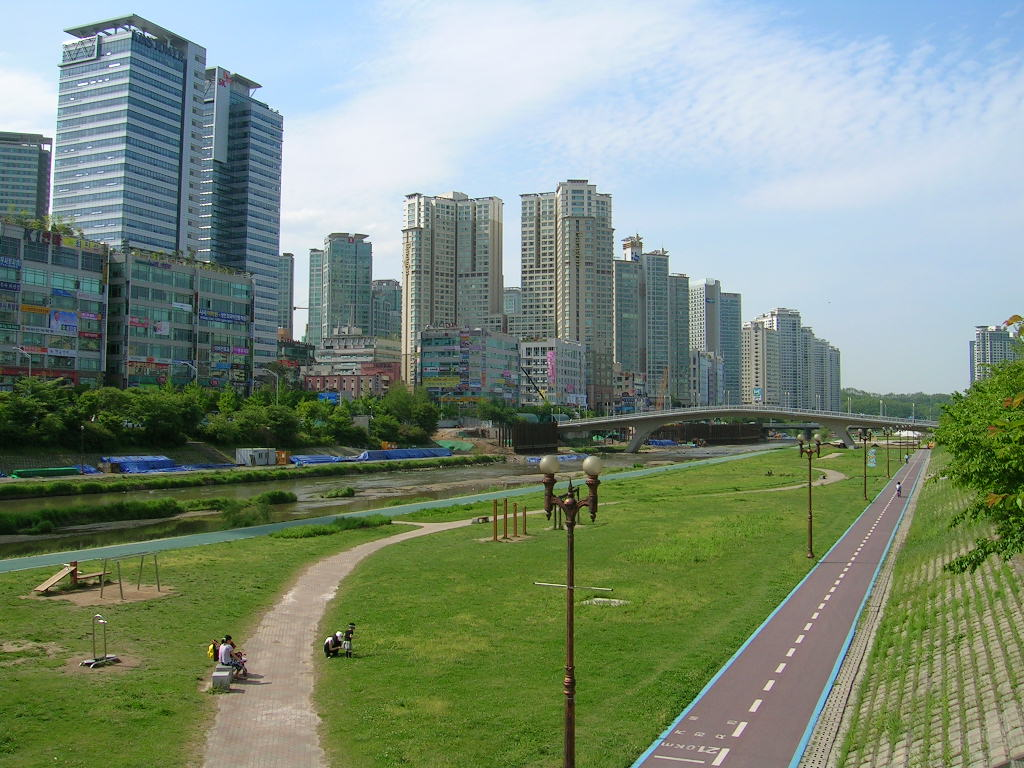
Соннам